# Isagoras
Isagoras (altgriechisch Ἰσαγόρας Isagóras) war ein Politiker im antiken Athen Ende des 6. Jahrhunderts v. Chr.
Er war Sohn des Teisandros und stammte aus angesehenem Hause. Nach der Vertreibung des Tyrannen Hippias 510 v. Chr. stritt er, gestützt auf den Adel und den spartanischen König Kleomenes, mit dem Alkmaioniden Kleisthenes um die Macht in Athen. Im politischen Machtkampf instrumentalisierte Isagoras hierbei den sog. Kylonischen Frevel. Kleisthenes unterlag zunächst und musste Athen verlassen, zog das Volk aber auf seine Seite.
Isagoras, der 508/507 v. Chr. das Amt des Archon bekleidete, wollte den Rat in Athen auflösen und die Regierungsämter dreihundert Angehörigen des Adels übertragen. Doch der Rat widerstand und fügte sich nicht in die Anweisung. Isagoras und Kleomenes mussten sich daraufhin auf die Akropolis zurückziehen. Nach drei Tagen kam es zu einer Vereinbarung, nach der sie die Stadt verlassen mussten.
Kleomenes versuchte noch einmal vergeblich, Isagoras in Athen wieder einzusetzen. Die Athener verurteilten Isagoras und seine Anhänger in Abwesenheit zum Tode, machten seinen Besitz zum Staatseigentum und ordneten die Niederreißung ihrer Häuser an.